# Aktywacja jądra
Aktywacja (również: aktywacja radiacyjna) – proces przemiany trwałego jądra atomowego w jądro nietrwałe w wyniku pochłonięcia przez nie cząstki elementarnej. Aktywacje uzyskuje się poprzez bombardowanie substancji aktywowanej wiązkami cząstek o odpowiedniej energii. Aktywacja może zachodzić również naturalnie, czego przykładem jest powstawanie 14C. Cząstkami aktywującymi są przeważnie elektrony (aktywacja elektronowa) lub neutrony (aktywacja neutronowa). 
Stan nasycenia, aktywność nasycenia, uzyskuje się, gdy liczba rozpadających się jąder równa jest licznie nowych jąder. Aktywność nasycenia jest proporcjonalna do strumienia cząstek aktywujących i makroskopowego przekroju czynnego. Zwykle następuje po czasie 10 okresów półrozpadu jądra powstającego przez aktywację.